# Ceryx basilewsky
Ceryx basilewsky är en fjärilsart som beskrevs av Sergius G. Kiriakoff 1955. Ceryx basilewsky ingår i släktet Ceryx och familjen björnspinnare. Inga underarter finns listade i Catalogue of Life.